# Cooper Kupp
Cooper Douglas Kupp (Yakima, Washington, 15 juni 1993) is een Amerikaans Americanfootballspeler voor de Los Angeles Rams (NFL). Kupp won in 2022 de Super Bowl.